# Maximiliano Moreira
Maximiliano Moreira Romero (Maldonado, 11 giugno 1994) è un calciatore uruguaiano, difensore del Levadeiakos.

## Caratteristiche tecniche
È un terzino sinistro.

## Carriera

### Club
Cresciuto nelle giovanili del Nacional, ha esordito il 2 giugno 2016 in occasione del match vinto 2-1 contro il Montevideo Wanderers.

### Nazionale
Ha giocato nella nazionale Under-17 uruguaiana.
Con la nazionale Under-20 uruguaina ha disputato il campionato sudamericano 2013.